# 左孝虎
左孝虎（1973年12月17日—），台灣台北人，台灣導演。
自1985年拍攝電影《好小子》以後，顏正國、左孝虎與陳崇榮所組成的「好小子」頓時成為台灣最知名的童星組合之一。之後的數年內，左孝虎仍與另兩位好小子搭檔接拍不少部賣座電影；但長大後完全淡出幕前，轉而投身導演。

## 電影作品
- 1985年8月24日：《老少江湖》
- 1986年：《好小子》
- 1986年：《好小子2》
- 1987年：《好小子3 苦兒流浪記》
- 1987年：《好小子4 跨越時空的小子》
- 1988年：《菜刀與六個朋友》
- 1988年：《好小子5 萬能運動員》
- 1989年：《好小子6 小龍過江》
- 1990年：《好小子7 打通關》
- 1990年：《小鬼大哥大》

## 電視戲劇作品
- 1985年 華視《俠客行》飾演 皮蛋
- 1991年 華視《家有仙妻》小虎
- 1996年 中視《天師鍾馗－紅梅閣》飾演 狗兒
- 1998年 民視《真命天子》飾演 徐達
- 1999年 華視《媽祖－靈龜情》飾演 龍太子
- 2000年 民視《長男的媳婦》飾演 小虎
- 2000年 台視《齊天大聖孫悟空》飾演 孫悟空[1]
- 2000年 中視《封神榜》飾演 土行孫

## 導演作品
- 2002年：中視《怪俠歐陽德》
- 2002年：中視《順天聖母》
- 2005年：華視《生命的太陽》導演
- 2008年：中視《光陰的故事》導演
- 2009年：《娘家的故事》
- 2010年：《活佛濟公》
- 2011年：民視《父與子》外景導演
- 2011年：《怪俠歐陽德》
- 2012年：民視《廉政英雄》第九單元『白道教父』、第十單元『索命紅衣』
- 2012年：民視《風水世家》外景導演
- 2014年：民視《龍飛鳳舞》外景導演
- 2014年：網路電視劇《天后之征》導演
- 2014年：民視《嫁妝》外景導演
- 2017年：樂視《我的胡攪年代》 導演
- 2017年：優酷《我的狐仙老婆》導演
- 2017年：三立台灣台《甘味人生》導演
- 2017年：民視《幸福來了》外景導演
- 2018年：台視《情·份》導演
- 2019年：三立台灣台《炮仔聲 (台灣電視劇)》導演
- 2019年：三立台灣台《戲說台灣》－《新莊港董大爺》導演
- 2019年：三立台灣台《戲說台灣》－《月老收姻緣煞》導演
- 2020年：三立台灣台《戲說台灣》－《五穀王賜子》導演
- 2020年：三立台灣台《戲說台灣》－《抓鬼門神》導演
- 2022年：三立台灣台《戲說台灣》－《瘟神再世》導演
- 2022年：民視《黃金歲月》外景導演

## 外部連結
- 左孝虎在互联网电影资料库（IMDb）上的資料（英文）
- 左孝虎在香港影庫上的簡介